# داء الخلايا المتضمنة
يُعد داء الخلايا المتضمنة (I-cell)، والذي يُشار إليه أيضًا باسم داء الشحميات المخاطية الثاني (ML II)، جزءًا من عائلة مرض التخزين الليزوزومي وينتج عن إنزيم ناقل الفوسفوتراز المعيب (إنزيم لجهاز غولجي). ينقل هذا الإنزيم الفوسفات إلى بقايا المانوز على بروتينات معينة. يعمل مانوز -6-فوسفات كعلامة للبروتينات التي تستهدف الجسيمات الحالة داخل الخلية. بدون هذه العلامة، تفرز البروتينات بدلًا من ذلك خارج الخلية، وهو المسار الافتراضي للبروتينات التي تتحرك عبر جهاز غولجي. لا تستطيع الليزوزومات أن تعمل بدون هذه البروتينات، التي تعمل كأنزيمات تقويضية للتحلل الطبيعي للمواد (مثل السكريات قليلة الدهن، والدهون، والغليكوزامينوغليكان) في الأنسجة المختلفة في جميع أنحاء الجسم (أي الخلايا الليفية). نتيجة لذلك، يحدث تراكم لهذه المواد داخل الجسيمات الحالة لأنه لا يمكن تحللها، ما يؤدي إلى ظهور الخلايا الأولى المميزة، أو خلايا التضمين التي تُرى مجهريًا. بالإضافة إلى ذلك، عثر على الإنزيمات الليزوزومية المعيبة عادة فقط داخل الجسيمات الحالة بتركيزات عالية في الدم، لكنها تظل غير نشطة عند درجة الحموضة في الدم (حوالي 7.4) لأنها تتطلب درجة حموضة منخفضة في الليزوزومات لتعمل (درجة حموضة 5).

## العلامات والأعراض
داء الشحميات المخاطية الثاني (ML II) هو شكل حاد من داء الشحميات المخاطية له تشابه كبير مع داء عديد سكاريد مخاطي آخر يسمى متلازمة هيرلر. بشكل عام، يمكن للاختبارات المخبرية فقط التمييز بين الاثنين لأن العرض متشابه للغاية، مع تركيزات عالية من البلازما من الإنزيمات الليزوزومية، وغالبًا ما تكون قاتلة في مرحلة الطفولة. عادةً، بحلول سن 6 أشهر، يعد الفشل في النمو وتأخر النمو علامات واضحة على هذا الاضطراب. قد تكون بعض العلامات الجسدية، مثل النمو غير الطبيعي للهيكل العظمي، وملامح الوجه الخشنة (مثل انتفاخ رأس الكتف، والأنف المسطح)، وحركة المفاصل المقيدة، موجودة عند الولادة. عادةً ما يعاني الأطفال المصابون بداء الشحميات المخاطية الثاني من تضخم بعض الأعضاء، مثل الكبد (تضخم الكبد) أو الطحال (تضخم الطحال)، وأحيانًا حتى صمامات القلب. غالبًا ما يكون لدى الأطفال المتأثرين أيدي متيبسة على شكل مخلب وتفشل في النمو والتطور في الأشهر الأولى من الحياة. عادة ما يكون التأخير في تطوير مهاراتهم الحركية أكثر وضوحًا من التأخير في مهاراتهم المعرفية (المعالجة العقلية). يصاب الأطفال المصابون بداء الشحميات المخاطية الثاني في نهاية المطاف بغشاوة على قرنية أعينهم، وبسبب قلة نموهم، يصابون بقزامة قصيرة الجذع (الجذع المتخلف). غالبًا ما يعاني هؤلاء المرضى الصغار من التهابات الجهاز التنفسي المتكررة، بما في ذلك الالتهاب الرئوي والتهاب الأذن الوسطى (التهابات الأذن الوسطى) والتهاب الشعب الهوائية ومتلازمة النفق الرسغي. يموت الأطفال المصابون بداء الشحميات المخاطية الثاني بشكل عام قبل بلوغهم السنة السابعة من العمر، غالبًا نتيجة لفشل القلب الاحتقاني أو التهابات الجهاز التنفسي المتكررة.

## الفيزيولوجيا المرضية
داء الخلايا المتضمنة هو اضطراب وراثي جسمي متنحي ناتج عن نقص في إنزيم GlcNAc ناقل الفوسفوتراز، والذي يفسفر بقايا المانوز إلى مانوز -6-فوسفات على البروتينات السكرية المرتبطة بـ N في جهاز غولجي داخل الخلايا. بدون مانوز 6 فوسفات لاستهدافها إلى الجسيمات الحالة، تنقل الإنزيمات عن طريق الخطأ من غولجي إلى الفضاء خارج الخلية. وبالتالي، تفتقر الليزوزومات إلى إنزيمات التحلل المائي اللازمة لتقويض الحطام الخلوي، لذلك يتراكم هذا الحطام داخلها ويشكل التضمينات المميزة داخل الخلايا (ومن هنا جاء اسم الاضطراب). تسبب الهيدرولازات التي تفرز في مجرى الدم مشكلة صغيرة لأنها تعطل عند درجة حموضة الدم شبه المحايدة (7.4).
يمكن أن يترافق مع N- أسيتيل غلوكوزامين -1 ناقل الفوسفوتراز (GNPTA). في تقرير الحالة، كان داء الخلايا المتضمنة معقدًا بسبب اعتلال عضلة القلب التوسعي الشديد (DCM).
على الرغم من ندرته، فإن نقص الفوسفوديستيراز الذي من شأنه أن يشق GlcNAc من علامة مانوز 6 فوسفات يسبب أيضًا داء الخلايا المتضمنة. يوفر وجود الدهون والغليكوزامينوغليكان (GAG's) والكربوهيدرات في الدم السمة المميزة لفصل الخلية الأولى عن متلازمة هيرلر. في متلازمة هيرلر، فقط الغليكوزامينوغليكان يكون موجودًا.